# TRAIN (ONE☆DRAFTの曲)
「TRAIN」（トレイン）は、日本のJ-POPグループ・ONE☆DRAFTの8枚目のシングルである。2010年3月31日発売。発売元はソニー・ミュージックアソシエイテッドレコーズ。

## 概要
前作から約4ヶ月半ぶりのリリース。

## 収録曲
1. TRAIN
作詞・作曲：LANCE・RYO、編曲：Mitsuki Shiokawa
  - 毎日放送「麒麟の部屋」エンディングテーマ。
2. 巣立ち
作詞・作曲：LANCE、編曲：CHOKKAKU
元々は「TRAIN」とリード曲を争ったほどの楽曲である[要出典]。
3. 止まレンぜ★
作詞・作曲：LANCE、編曲：LANCE・DJ MAKKI